# Tylotrypes immsi
Tylotrypes immsi är en tvåvingeart som beskrevs av Mario Bezzi 1914. Tylotrypes immsi ingår i släktet Tylotrypes och familjen Pyrgotidae. Inga underarter finns listade i Catalogue of Life.